# FNV Jong
FNV Jong is in 2006 ontstaan als het jongerennetwerk van de FNV. In 2012 is het jongerennetwerk geformaliseerd en een vereniging geworden, oftewel een zelfstandige jongerenbond. De bond is aangesloten gebleven bij de Federatie Nederlandse Vakbeweging.
FNV Jong komt op voor de belangen van jongeren op het gebied van werk en inkomen. Dat kunnen jonge werknemers zijn, maar ook jongeren met een bijbaan, vakantiewerk, stage of een jonge zelfstandige. FNV Jong laat de stem van jongeren horen in de media en in de politiek, maar bedenkt ook zelf plannen om bijvoorbeeld de jeugdwerkloosheid te verlagen. Daarnaast geeft FNV Jong jongeren advies over werk, inkomen, solliciteren en vele andere zaken die te maken hebben met de arbeidsmarkt. Ook kunnen leden van FNV Jong juridische hulp krijgen. In 2016 is FNV Jong opgegaan in de vereniging FNV.

## FNV Young & United
De afgelopen jaren is het jongerennetwerk onder de naam FNV Young & United actief. Young & United positioneert zich als het jongerennetwerk binnen de vakbond FNV. De afgelopen jaren hebben zij onder andere grote campagnes gevoerd rondom het leenstelsel onder de naam #NietMijnSchuld en rondom de herinvoering van de basisbeurs, in samenwerking met studentenvakbond LSVb. Gezamenlijk trekken beide organisaties op en eisen het afschaffen van het jeugdloon vanaf 18 jaar, verdere compensatie voor de 'pechgeneratie', meer geld voor het onderwijs en het tegenhouden van de herinvoering van de langstudeerboete.

## (Oud-)Voorzitters
| Jaar             | Naam                   | Overig                                                                       |
| ---------------- | ---------------------- | ---------------------------------------------------------------------------- |
| 2006 - 2008      | Judith Ploegman        |                                                                              |
| 2008 - 2011      | Jeroen de Glas         | Werd later bestuurslid bij GroenLinks, nu bestuurder (sector Jeugdzorg) FNV. |
| 2011 - 2013      | Dennis Wiersma         | Werd later Kamerlid en vervolgens minister in Rutte IV namens de VVD         |
| 2013 - 2015      | Robbert Coenmans       |                                                                              |
| 2015 - 2016      | Esther Crabbendam      |                                                                              |
| 2016 - 2017      | Kristina van der Molen | Later bestuurslid bij de PvdA                                                |
| Juni 2017        | Kai Heijneman          | Stapte voortijdig op, eerder voorzitter LSVb                                 |
| Juni 2017 - 2019 | Bastiaan Meijer        | Jongste raadslid ooit van de SER, later bestuurslid bij ROOD                 |
| 2019 - 2021      | Bas van Weegberg       | Voormalig voorzitter van DWARS, nu dagelijks bestuurslid FNV                 |
| 2021 - 2022      | Alina Bijl             |                                                                              |
| 2022 - 2024      | Yasmin Ait Abderrahman |                                                                              |
| 2024 - heden     | Neele Boelens          |                                                                              |